# Anthurium alegriasense
Anthurium alegriasense — многолетнее травянистое вечнозелёное растение, вид рода Антуриум (Anthurium) семейства Ароидные, или Аронниковые (Araceae).
Вид назван по названию местности в Колумбии — месту произрастания.

## Ботаническое описание
Эпифиты.
Стебли тонкие, поднимающиеся, 50 см длиной; междоузлия короткие, 1—2 см длиной.

### Листья
Катафиллы удлинённые, постоянные, 4—8 см длиной.
Черешки сверху желобчатые, в 1,5 раза длиннее листовых пластинок. Листовые пластинки полукожистые, продолговато-сердцевидные, заострённые на вершине, около 15 см длиной, 10 см шириной, с остриём 1 см длиной. Первичные боковые жилки (по девять с каждой стороны) и две жилки, идущие от основания соединяются в общую жилку, которая проходит в 2—3 мм от края.

### Соцветие и цветки
Цветоножка тонкая, короче черешков. Покрывало ланцетовидное, около 4 см длиной, 1 см шириной, на вершине острое.
Початок на короткой ножке (3 мм длиной), тонкий, цилиндрический, 3,5 см длиной, 3 мм в диаметре. Лепестки немного более 0,5 мм длиной; завязь 0,5 мм длиной, полуяйцевидная; столбик короткий, толстый, 2,5—3 мм длиной.

## Распространение
Встречается в Колумбии.
Растёт в густых лесах в англ. Alto de Alegrias выше Антьокии, на высоте 2300 м над уровнем моря.